# Bombardement de Bilohorivka
Le bombardement de Bilohorivka est survenu le 7 mai 2022 lorsqu'une école de Bilohorivka, dans le raïon de Sievierodonetsk, dans l'oblast de Louhansk, en Ukraine, a été bombardée lors de l'invasion de l'Ukraine par la Russie de 2022. Au moins deux personnes sont mortes alors que les autorités estiment que le nombre de morts est plus élevé.

## Bombardement
Environ quatre-vingt-dix personnes s'abritaient à l'intérieur du sous-sol du bâtiment lors du bombardement. Le bâtiment a été touché par une frappe aérienne russe, mettant le feu au bâtiment et emprisonnant un grand nombre de personnes à l'intérieur.
Au moins 30 personnes ont été secourues. Il a été confirmé que deux personnes avaient été tuées, mais le gouverneur de l'oblast de Louhansk, Serhiy Haidaï, a déclaré que les 60 personnes restantes auraient été tuées.

## Réactions
Le ministère ukrainien des Affaires étrangères a condamné l'attaque.